# 이목·이세장 유적
이목·이세장 유적(李穆·李世璋 遺蹟)은 대한민국 충청남도 공주시 우성면 내산리에 있다. 1997년 6월 5일 공주시 향토문화유적(기념물) 제21호로 지정되었다.

## 개요
이목(李穆, 1471~1498)은 반포면 충현서원에도 제향된 인물로 조선 전기 호서의 사림 형성에 큰 역할을 한 인물이다. 본관은 전주, 자는 중옹(仲雍), 호는 한재(寒齋), 시호는 정간(貞簡)이다. 19세로 진사에 합격하였으며, 1495년 25세에 문과에 장원 급제하였다.
일찍이 김종직의 문하에서 사사했으며, 태학생으로 있던 1490년(성종 21)에 대비가 음사를 설치하고 무당을 불러들이자 앞장서서 논척하여 이를 물리쳤다. 또한 나라에 기근이 들자 당시의 재상이었던 윤필상(尹弼商)의 전횡때문이라고 격렬히 탄핵하다가 공주의 씨악섬(현재 공주시 소학동)으로 유배당하였다. 그후 무오사화 때 28세의 젊은 나이로 김일손·권오복 등과 함께 처형당하였다.
이세장(李世璋, 1497~ 1562)은 1516년 진사시에 급제하고 1524년 식년시 문과에 급제한 뒤, 사헌부 지평ㆍ장령ㆍ집의, 홍문관 교리ㆍ응교, 승정원승지 등을 역임하였으며, 시강원에서 강론하기로 하였다. 명종 대에는 홍문과 부제학, 승정원 부승지ㆍ좌승지, 예조참의ㆍ도승지, 호조참의, 강원도관찰사 등을 역임하였다.
평생 청렴한 관직 생활을 하였기 때문에 1551년(명종 6) 염근인 33인을 녹선할 때 이세장도 퇴계 이황과 나란히 뽑히고 있다. 실록에서 이세장에 대해 평하기를, '수졸(守猝)로 세상을 살아 외물에 거슬리지 않았으며, 집이 몹시 궁색하여 조석거리가 없었지만 생산에 뜻이 없었다'고 기록하고 있다.
유적은 이세장의 모친인 예안김씨의 묘소, 이세장의 묘소와 괴석, 1963년 공주 유림의 건의로 건립한 한재유적비(寒齋遺蹟碑) 등이 있다. 이세장의 묘소에는 1564년 건립된 묘표와 1666년 건립된 묘갈이 있다. 묘갈문은 백헌(白軒) 이경석(李景奭)이 찬했으며, 전액(篆額)은 서곡(西谷) 이정영(李正英)이 썼고, 글씨는 이양환(李陽煥)이 썼다.

## 같이 보기
- 이목

## 참고 문헌
- 이목·이세장 유적 - 공주시 문화관광